# Ekkehard Göpelt

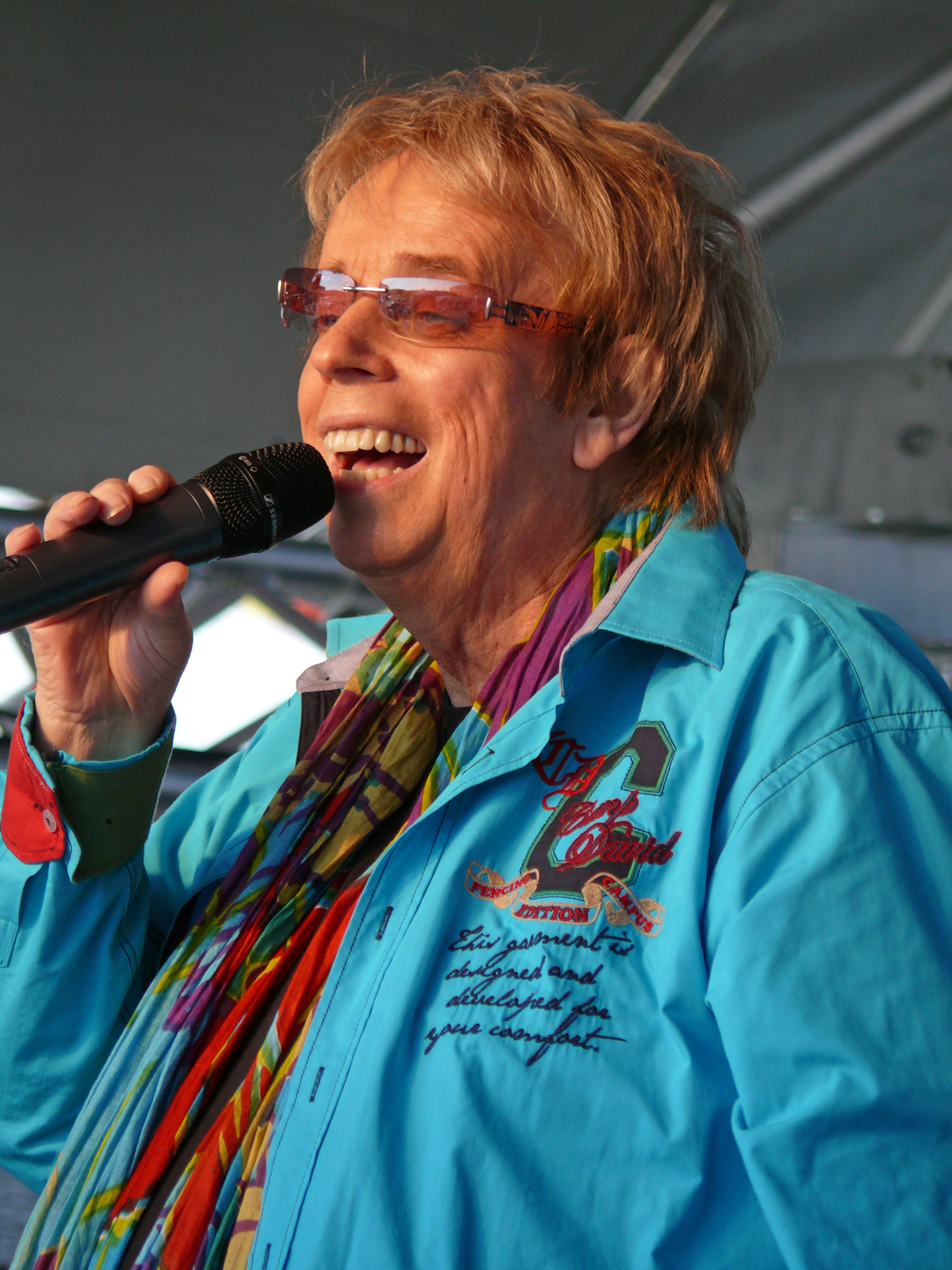
Ekki Göpelt (2013)

Ekkehard „Ekki“ Göpelt (* 1. Januar 1945 in Nerchau, Landkreis Grimma; † 25. Februar 2016 in Berlin) war ein deutscher Schlagersänger und Moderator.

## Leben
In der DDR arbeitete er als Lehrer für Deutsch und Musik und trat öffentlich erstmals am 12. Juni 1965 in der Fernsehsendung Herzklopfen kostenlos bei Heinz Quermann auf.
Seit den 1970er Jahren nahm er Titel für den Rundfunk auf. Seine erste LP Ich bleib am Ball erschien 1988 bei Amiga. Beim ORB (später RBB) moderierte er die Sendung Glückwunschantenne, bis diese einer anderen Sendung weichen musste. Er moderierte 14 Jahre lang für die RBB-Welle Antenne Brandenburg seine eigene sonntägliche Sendung Sonntagsvergnügen.
Am 1. September 2008 gab er den Startschuss für den bundesweiten Schlager- und Volksmusikkanal Radio Paloma, bei dem er von Montag bis Freitag die Sendung Mehr Spaß bei der Arbeit und samstags Mehr Spaß am Wochenende moderierte. Er tourte außerdem mit dem Moderator, Schauspieler und Texter Michael Niekammer durchs Land. Dieser war über 30 Jahre lang bis zum Tode Göpelts dessen Lebenspartner. Weiterhin wurde er mehrfach von Oliver Kalkofe parodiert, u. a. mit seinem Titel Tapatoo sowie für seine Moderation der Super-Wirt-Parade.

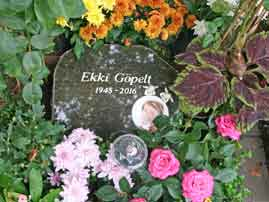
Grabstätte

Sein 2010 erschienenes Album Fühl dich wohl in deinem Leben enthielt Titel wie Ich hätt dich so gern wach geküsst, Lass uns mal wieder tanzen gehen, Bleib noch ein bisschen hier oder Träumst du manchmal noch von mir, eine Coverversion von Reality (Richard Sanderson) aus La Boum – Die Fete.
Zuletzt arbeitete Ekki Göpelt beim Radiosender Radio B2 in Berlin. Er starb am 25. Februar 2016 auf der Intensivstation des UKB in Marzahn an Organversagen. Am 18. März 2016 wurde Ekki Göpelt auf dem Auferstehungsfriedhof in Berlin-Weißensee beigesetzt.

## Andenken
Radio B2 verleiht jährlich den Radio-B2-Ekki-Göpelt-Preis an Nachwuchsinterpreten aus der Schlagerbranche.

## Alben
- Ich bleib am Ball (1988)
- Voll drauf (1992)
- Zeit zum Glücklichsein (1994)
- Ich liebe das Leben (1995)
- Vielen Dank (2000)
- Mein Leben für den Schlager (4-er CD-Kollektion; 2007)
- Fühl dich wohl in deinem Leben (2010)
- Ich bin so froh, wenn es dir gut geht (2012)

## Singles
- Du bist zu schön um wahr zu sein (2011)
- Du raubtest mir den Winterschlaf (2011)
- Simsalabim (2012)
- Alle Rosen von Berlin (2012)
- Nimm dir Zeit zum träumen (2013)
- Und dann segeln wir (auf das blaue Meer hinaus) (2013)
- Ich bin so froh, wenn es dir gut geht (2013)
- Mir ist, als ob es gestern war (2014)

## Veröffentlichungen
- Haig Latchinian: Nerchauer trauern um ihren Ekki Göpelt. „Begrabt mich in der Kneipe“ - 17 Wochen war sein erfolgreichster Titel die Nummer 1 in den Schlagerparaden. Der in Nerchau geborene Ekki Göpelt galt als das Stehaufmännchen der deutschen Schlagerszene, sprang dem Tod mehrfach von der Schippe - am Donnerstag starb er mit 71 Jahren. Ganzseitiger Nachruf in der Leipziger Volkszeitung, Ausgabe Muldental, 27. Februar 2016, Seite 31